# Rostkrankheit
Die Rostkrankheit ist eine durch schmarotzende Rostpilze verursachte Erkrankung von Pflanzen, welche die Blätter und Stängel der befallenen Pflanzen zum Absterben bringt. Besonders vorzufinden ist sie bei Getreide, Hülsenfrüchten, an Rüben, Birnen, Rosen und Kiefern.
Sie zeichnen sich durch rostfarbige Lager der Aecidiosporen oder der Uredosporen aus. Diese bilden sich an den Stängeln oder auf den Blättern und können ring-, punkt- oder strichförmig sein.
Klassifiziert werden Rostkrankheiten nach
- den morpholischen Merkmalen,
- den Wirtspflanzen und
- den Symptomen.[1]